# McLaren MP4/7A
McLaren MP4/7A — гоночный  автомобиль, разработанный Нилом Оутли и построенный командой McLaren для Чемпионата мира по автогонкам в классе Формула-1 сезона 1992 года.

## История

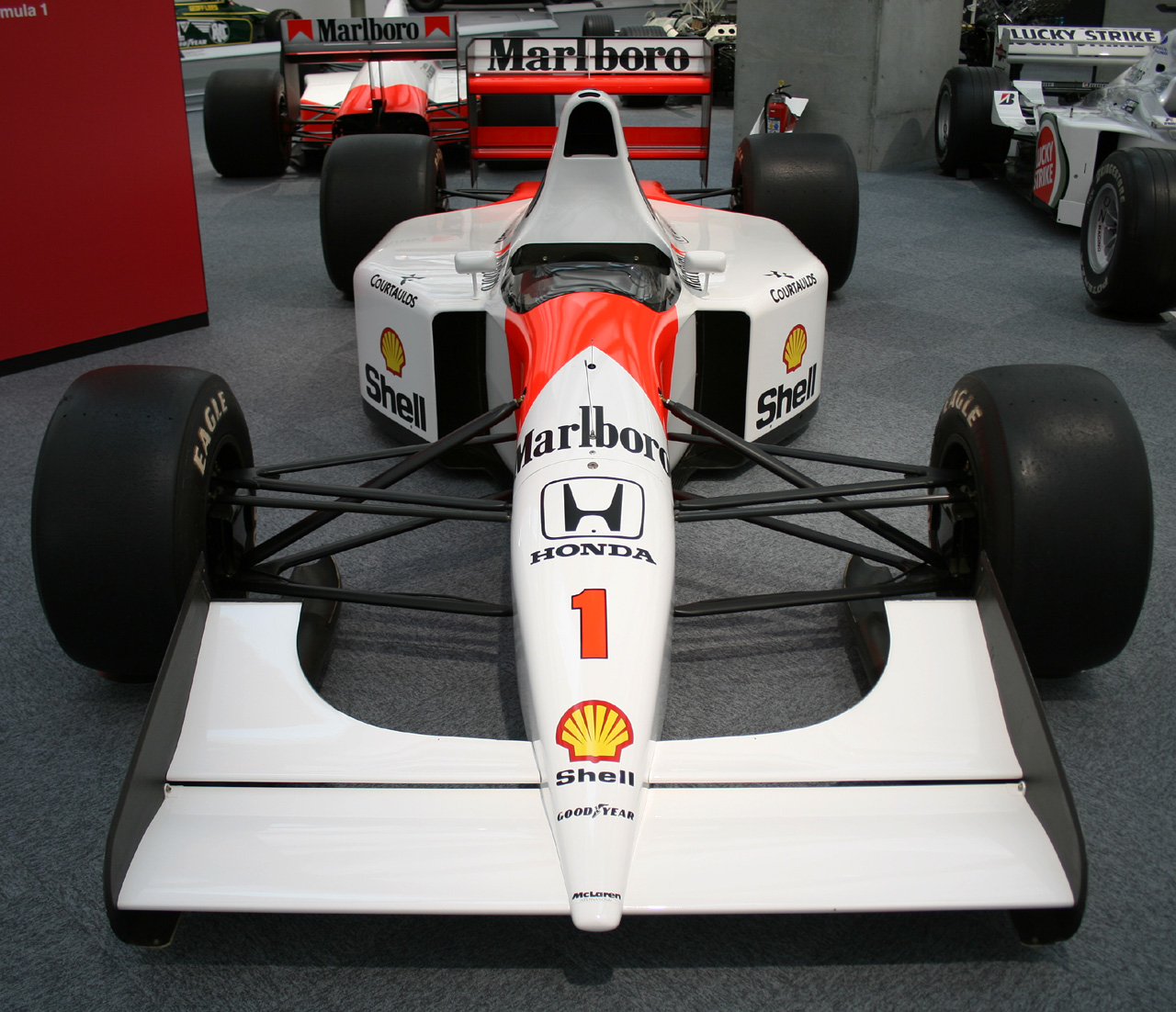
MP4-7 в музее Honda.

В первых гонках сезона 1992 года команда использовала модифицированное прошлогоднее шасси MP4/6B, пока на Гран-при Бразилии смену ему не пришёл MP4/7A.
MP4/7A создавался для участия в Чемпионате Мира 1992 года и был продолжением успешного прошлогоднего MP4/6. Тандем Williams-Renault становился все быстрее и надежнее и стал одним из главных претендентов на прерывание господства McLaren. Сезон команда начала с MP4/6B и модифицированной версией двигателя Honda RA122E. Дебют нового MP4/7A ожидался на четвёртом этапе в Испании. Но из-за невероятной прыти Williams на предсезонных тестах, Рон Деннис принимает решение о досрочном дебюте нового шасси в Бразилии. На месяц раньше, чем предполагалось ранее.
Это был первый McLaren с полуавтоматической коробкой передач, разработанной инженерами McLaren при содействии технологического партнера команды TAG Electronic Systems. Эта система позволила гонщикам не поднимать ноги с педали газа при повышении передачи, так как трос дросселя был заменён электронным датчиком.

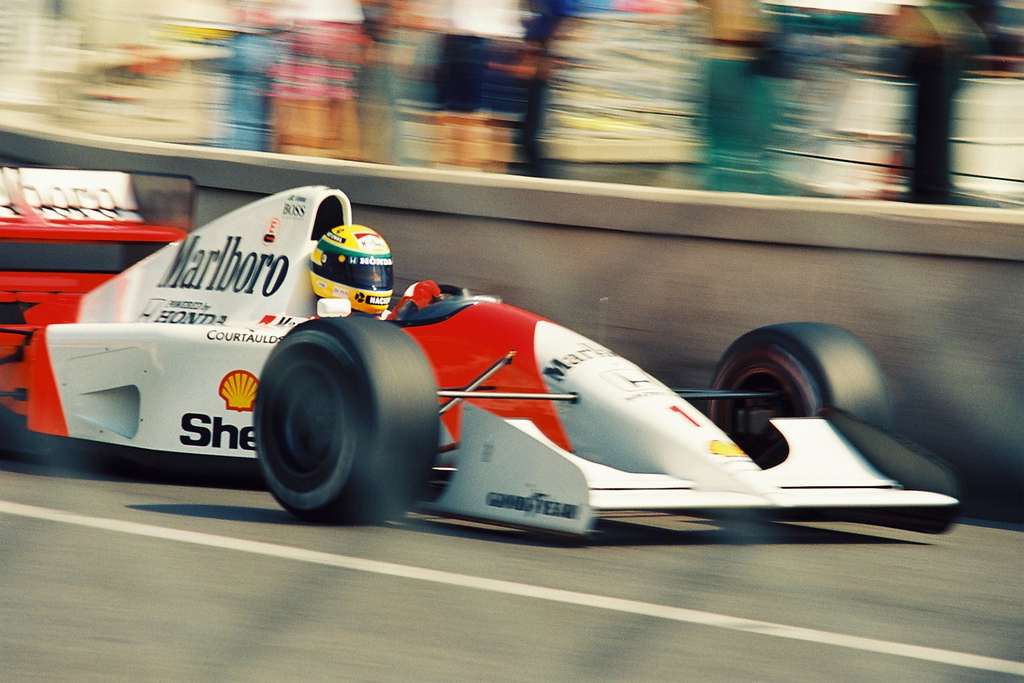
Айртон Сенна управляет MP4-7А на Гран-при Монако 1992 года.

Впервые с 1987 года McLaren был не в состоянии бороться ни за Кубок Конструкторов, ни за Чемпионат Гонщиков. Также этот год был первым, когда команда не могла выиграть чемпионат с моторами Honda, поскольку 1988–1991 годы были успешны в этом отношении. Однако пять побед были все-таки одержаны: три гонки выиграл Айртон Сенна, проводивший пятый сезон в команде, и две Герхард Бергер, для которого этот год в McLaren был третий и последний.
Сезон 1992 года стал последним совместным сезоном для команды McLaren и двигателей Honda.

## Результаты в гонках
| Шасси          | Двигатель      | Шины | Пилоты | 1   | 2   | 3    | 4   | 5    | 6    | 7    | 8    | 9    | 10   | 11  | 12   | 13  | 14  | 15   | 16   | Место | Очки |
| -------------- | -------------- | ---- | ------ | --- | --- | ---- | --- | ---- | ---- | ---- | ---- | ---- | ---- | --- | ---- | --- | --- | ---- | ---- | ----- | ---- |
| McLaren MP4/7A | Honda RA122E/B | G    |        | ЮАР | МЕК | БРА  | ИСП | САН  | МОН  | КАН  | ФРА  | ВЕЛ  | ГЕР  | ВЕН | БЕЛ  | ИТА | ПОР | ЯПО  | АВС  | 2     | 92   |
| McLaren MP4/7A | Honda RA122E/B | G    | Сенна  |     |     | Сход | 9   | 3    | 1    | Сход | Сход | Сход | 2    | 1   | 5    | 1   | 3   | Сход | Сход | 2     | 92   |
| McLaren MP4/7A | Honda RA122E/B | G    | Бергер |     |     | Сход | 4   | Сход | Сход | 1    | Сход | 5    | Сход | 3   | Сход | 4   | 2   | 2    | 1    | 2     | 92   |

| Легенда к таблице |                                                                    |
| --- | ------------------------------------------------------------------ |
| В таблице перечислены результаты всех Гран-при Формулы-1, в которых использовался автомобиль. Строками таблицы являются сезоны, столбцами — этапы чемпионата мира. В каждой клетке указаны сокращённое название этапа и результат, дополнительно обозначенный цветом. Расшифровка обозначений и цветов представлена в нижеследующей таблице. |                                                                    |
| \| Пример \| Описание \| \| ------------ \| ------------------------------------------------------------------ \| \| 1 \| Победитель \| \| 2 \| Второе место \| \| 3 \| Третье место \| \| 5 \| Финишировал, заработав очки \| \| Сход \| Не финишировал, но при этом заработал очки \| \| 12 \| Финишировал, не получив очков \| \| НКЛ \| Финишировал, но не попал в финальную классификацию \| \| 15 \| Участвовал вне зачёта, либо по отдельной классификации \| \| 18 \| Не финишировал, но попал в финальную классификацию \| \| Сход \| Не финишировал \| \| НКВ \| Не прошёл квалификацию \| \| НПКВ \| Не прошёл предквалификацию \| \| ДСК \| Дисквалифицирован \| \| ИСК \| Исключён из протокола соревнований \| \| ТТ \| Заявлен для участия только в тренировках \| \| НС \| Участвовал в квалификации, но не стартовал в гонке \| \| Т \| Травмирован или болен \| \| ОТК \| Отказ от участия \| \| НТР \| Прибыл на соревнования, но на трассу не выезжал \| \| НПР \| Был заявлен в числе участников, но не прибыл к началу соревнований \| \| О \| Соревнования отменены \| \| \| Не участвовал \| \| Поул-позиция \| \| \| Быстрый круг \| \| |                                                                    |
| Пример | Описание                                                           |
| 1 | Победитель                                                         |
| 2 | Второе место                                                       |
| 3 | Третье место                                                       |
| 5 | Финишировал, заработав очки                                        |
| Сход | Не финишировал, но при этом заработал очки                         |
| 12 | Финишировал, не получив очков                                      |
| НКЛ | Финишировал, но не попал в финальную классификацию                 |
| 15 | Участвовал вне зачёта, либо по отдельной классификации             |
| 18 | Не финишировал, но попал в финальную классификацию                 |
| Сход | Не финишировал                                                     |
| НКВ | Не прошёл квалификацию                                             |
| НПКВ | Не прошёл предквалификацию                                         |
| ДСК | Дисквалифицирован                                                  |
| ИСК | Исключён из протокола соревнований                                 |
| ТТ | Заявлен для участия только в тренировках                           |
| НС | Участвовал в квалификации, но не стартовал в гонке                 |
| Т | Травмирован или болен                                              |
| ОТК | Отказ от участия                                                   |
| НТР | Прибыл на соревнования, но на трассу не выезжал                    |
| НПР | Был заявлен в числе участников, но не прибыл к началу соревнований |
| О | Соревнования отменены                                              |
| | Не участвовал                                                      |
| Поул-позиция |                                                                    |
| Быстрый круг |                                                                    |